# Volta a Grècia
La Volta a Grècia (en grec Διεθνής Ποδηλατικός Γύρος Ελλάδας, oficialment Tour of Hellas) és una cursa ciclista per etapes que es disputa anualment a Grècia. La primera edició es disputà el 1968, sota el nom de Tour de les Antiguitats. No es va fer la segona edició fins al 1981, ja amb el nom de Volta a Grècia. Fins al 1987 fou una cursa destinada a ciclistes amateurs, sent els ciclistes de l'Europa de l'Est els que aconseguiren més victòries.
El 2005 la cursa s'integrà a l'UCI Europa Tour, amb una categoria 2.2, que el 2022 es reconvertí en 2.1.

## Palmarès
| Any       | Primer                 | Segon                  | Tercer                |
| --------- | ---------------------- | ---------------------- | --------------------- |
| 1968      | Jan Nielsen            | Guido Van Damme        | Sautsek               |
| 1969-80   | No disputada           |                        |                       |
| 1981      | Kanellos Kanellopoulos | Evaggelos Papadakis    | Ilias Kelesidis       |
| 1982      | Henri Manders          | Pascal Kolkhuis Tanke  | Dragic Borovicanin    |
| 1984      | Assiat Saítov          | Evgeni Korolkov        | Vassili Jdanov        |
| 1985      | Ivan Romanov           | Marat Ganéiev          | Vassily Chpoundov     |
| 1986      | Roland Königshofer     | Kanellos Kanellopoulos | Stancho Stanchev      |
| 1987      | Olaf Jentzsch          | Kanellos Kanellopoulos | Jan Schur             |
| 1988      | Gintautas Umaras       | Michel Zanoli          | Dan Radtke            |
| 1989      | Frank Kühn             | Jan Schur              | Andreas Wartenburg    |
| 1990-1997 | No disputada           |                        |                       |
| 1998      | Thomas Liese           | Hristo Zaikov          | Matthew Stephens      |
| 1999-2001 | No disputada           |                        |                       |
| 2002      | Fraser Mac Master      | Philippe Schnyder      | Adam Gawlik           |
| 2003      | Vasileios Anastopoulos | Svetoslav Tchanliev    | Ioannis Tamouridis    |
| 2004      | Assan Bazayev          | André Schulze          | Maxim Iglinskiy       |
| 2005      | Valeriy Dmitriyev      | Alexandr Dymovskikh    | Nebojša Jovanović     |
| 2006      | Pàvel Brut             | Vladimir Koev          | René Andrle           |
| 2007-2010 | No disputada           |                        |                       |
| 2011      | Stefan Schäfer         | Ioannis Tamouridis     | Markus Fothen         |
| 2012      | Robert Vrečer          | Davide Rebellin        | Ioannis Tamouridis    |
| 2013-2021 | No disputada           |                        |                       |
| 2022      | Aaron Gate             | Lennert Teugels        | Mark Stewart          |
| 2023      | Iúri Leitão            | Aaron Gate             | Stanislaw Aniolkowski |
| 2024      | Riccardo Zoidl         | Hermann Pernsteiner    | Valerio Conti         |
| 2025      | Harold Martín López    | Anton Schiffer         | Adrien Maire          |